# Shannon Brown (basketspelare)
Shannon Brown, född 29 november 1985 i Maywood, Illinois, är en amerikansk tidigare basketspelare i NBA. Han blev under tiden som han gick på Proviso East High School i sin hemstad utnämnd till Illinois Mr. Basketball och spelade basket på Michigan State University. 2006 blev han värvad till Cleveland Cavaliers.
Brown var mellan 2010 och 2019 gift med sångerskan Monica och tillsammans med henne så har han en dotter, född 2013. Han har även en son från en tidigare relation. Han är bror till basketspelaren Sterling Brown.